# 克里斯蒂安娜·瓦滕贝格
克里斯蒂安娜·瓦滕贝格（德語：Christiane Wartenberg，1956年10月27日—），旧姓施托尔（Stoll），德国女子田径运动员。她曾代表东德参加1976年和1980年夏季奥林匹克运动会田径比赛，其中1980年奥运会获得一枚银牌。